# Плато Ікарія
Icaria Planum — це рівнина в межах квадрангла Thaumasia на планеті Марс, яка простягається на 566.59 км та розташована за координатами 43°16′ пд. ш. 106°02′ зх. д. / 43.27° пд. ш. 106.04° зх. д.. Назва була закріплена за нею Міжнародним астрономічним союзом у 1979 році, і походить від назви класичної альбедо-деталі. А назва класичної альбедо-деталі, у свою чергу, позначала місце, де жив Ікар (Крит).
| |
| Знімок, виконаний камерою CTX, в регіоні Icaria Planum, що демонструє розташування наступного знімка. |

| |
| Шари поверхневих відкладень, знімок HiRISE, в рамках програми HiWish. Поверхнева мантія була сформована, ймовірно, зі снігу та пилу, які спадали на поверхню за дещо інших кліматичних умов. |